# Derivada de un tensor (mecánica de medios continuos)
Las derivadas de escalares, vectores y tensores de segundo orden con respecto a los tensores de segundo orden son de considerable utilidad en mecánica de medios continuos. Estas derivadas se utilizan en las teorías de elasticidad no lineal y plasticidad, particularmente en el diseño de algoritmos de simulación.
La derivada direccional proporciona una forma sistemática de encontrar estas derivadas.

## Derivadas con respecto a vectores y tensores de segundo orden
A continuación se dan las definiciones de derivadas direccionales para diversas situaciones. Se supone que las funciones son lo suficientemente suaves como para poder tomar derivadas.

### Derivadas de funciones escalares de vectores
Sea f(v) una función con valor real del vector v. Entonces, la derivada de f(v) con respecto a v (o en v) es el vector definido mediante el producto escalar con cualquier vector u
{\displaystyle {\frac {\partial f}{\partial \mathbf {v} }}\cdot \mathbf {u} =Df(\mathbf {v} )[\mathbf {u} ]=\left[{\frac {d}{d\alpha }}~f(\mathbf {v} +\alpha ~\mathbf {u} )\right]_{\alpha =0}}
para todos los vectores u. El producto escalar anterior produce un escalar, y si u es un vector unitario, da la derivada direccional de f en v, en la dirección u.
Propiedades:
1. Si {\displaystyle f(\mathbf {v} )=f_{1}(\mathbf {v} )+f_{2}(\mathbf {v} )} entonces {\displaystyle {\frac {\partial f}{\partial \mathbf {v} }}\cdot \mathbf {u} =\left({\frac {\partial f_{1}}{\partial \mathbf {v} }}+{\frac {\partial f_{2}}{\partial \mathbf {v} }}\right)\cdot \mathbf {u} }
2. Si {\displaystyle f(\mathbf {v} )=f_{1}(\mathbf {v} )~f_{2}(\mathbf {v} )} entonces {\displaystyle {\frac {\partial f}{\partial \mathbf {v} }}\cdot \mathbf {u} =\left({\frac {\partial f_{1}}{\partial \mathbf {v} }}\cdot \mathbf {u} \right)~f_{2}(\mathbf {v} )+f_{1}(\mathbf {v} )~\left({\frac {\partial f_{2}}{\partial \mathbf {v} }}\cdot \mathbf {u} \right)}
3. Si {\displaystyle f(\mathbf {v} )=f_{1}(f_{2}(\mathbf {v} ))} entonces {\displaystyle {\frac {\partial f}{\partial \mathbf {v} }}\cdot \mathbf {u} ={\frac {\partial f_{1}}{\partial f_{2}}}~{\frac {\partial f_{2}}{\partial \mathbf {v} }}\cdot \mathbf {u} }

### Derivadas de funciones vectoriales de vectores
Sea f(v) una función con valor vectorial del vector v. Entonces la derivada de f(v) con respecto a v (o en v) es el tensor de segundo orden definido a través de su producto escalar con cualquier vector u
{\displaystyle {\frac {\partial \mathbf {f} }{\partial \mathbf {v} }}\cdot \mathbf {u} =D\mathbf {f} (\mathbf {v} )[\mathbf {u} ]=\left[{\frac {d}{d\alpha }}~\mathbf {f} (\mathbf {v} +\alpha ~\mathbf {u} )\right]_{\alpha =0}}
para todos los vectores u. El producto escalar anterior produce un vector, y si u es un vector unitario, da la derivada direccional de f en v, en la dirección u.
Propiedades:
1. Si {\displaystyle \mathbf {f} (\mathbf {v} )=\mathbf {f} _{1}(\mathbf {v} )+\mathbf {f} _{2}(\mathbf {v} )} entonces {\displaystyle {\frac {\partial \mathbf {f} }{\partial \mathbf {v} }}\cdot \mathbf {u} =\left({\frac {\partial \mathbf {f} _{1}}{\partial \mathbf {v} }}+{\frac {\partial \mathbf {f} _{2}}{\partial \mathbf {v} }}\right)\cdot \mathbf {u} }
2. Si {\displaystyle \mathbf {f} (\mathbf {v} )=\mathbf {f} _{1}(\mathbf {v} )\times \mathbf {f} _{2}(\mathbf {v} )} entonces {\displaystyle {\frac {\partial \mathbf {f} }{\partial \mathbf {v} }}\cdot \mathbf {u} =\left({\frac {\partial \mathbf {f} _{1}}{\partial \mathbf {v} }}\cdot \mathbf {u} \right)\times \mathbf {f} _{2}(\mathbf {v} )+\mathbf {f} _{1}(\mathbf {v} )\times \left({\frac {\partial \mathbf {f} _{2}}{\partial \mathbf {v} }}\cdot \mathbf {u} \right)}
3. Si {\displaystyle \mathbf {f} (\mathbf {v} )=\mathbf {f} _{1}(\mathbf {f} _{2}(\mathbf {v} ))} entonces {\displaystyle {\frac {\partial \mathbf {f} }{\partial \mathbf {v} }}\cdot \mathbf {u} ={\frac {\partial \mathbf {f} _{1}}{\partial \mathbf {f} _{2}}}\cdot \left({\frac {\partial \mathbf {f} _{2}}{\partial \mathbf {v} }}\cdot \mathbf {u} \right)}

### Derivadas de funciones escalares de tensores de segundo orden
Sea {\displaystyle f({\boldsymbol {S}})} una función con valor real del tensor de segundo orden {\displaystyle {\boldsymbol {S}}}. Entonces, la derivada de {\displaystyle f({\boldsymbol {S}})} con respecto a {\displaystyle {\boldsymbol {S}}} (o en {\displaystyle {\boldsymbol {S}}}) en la dirección {\displaystyle {\boldsymbol {T}}} es el tensor de segundo orden definido como
{\displaystyle {\frac {\partial f}{\partial {\boldsymbol {S}}}}:{\boldsymbol {T}}=Df({\boldsymbol {S}})[{\boldsymbol {T}}]=\left[{\frac {d}{d\alpha }}~f({\boldsymbol {S}}+\alpha ~{\boldsymbol {T}})\right]_{\alpha =0}}
para todos los tensores de segundo orden {\displaystyle {\boldsymbol {T}}}.
Propiedades:
1. Si {\displaystyle f({\boldsymbol {S}})=f_{1}({\boldsymbol {S}})+f_{2}({\boldsymbol {S}})} entonces {\displaystyle {\frac {\partial f}{\partial {\boldsymbol {S}}}}:{\boldsymbol {T}}=\left({\frac {\partial f_{1}}{\partial {\boldsymbol {S}}}}+{\frac {\partial f_{2}}{\partial {\boldsymbol {S}}}}\right):{\boldsymbol {T}}}
2. Si {\displaystyle f({\boldsymbol {S}})=f_{1}({\boldsymbol {S}})~f_{2}({\boldsymbol {S}})} entonces {\displaystyle {\frac {\partial f}{\partial {\boldsymbol {S}}}}:{\boldsymbol {T}}=\left({\frac {\partial f_{1}}{\partial {\boldsymbol {S}}}}:{\boldsymbol {T}}\right)~f_{2}({\boldsymbol {S}})+f_{1}({\boldsymbol {S}})~\left({\frac {\partial f_{2}}{\partial {\boldsymbol {S}}}}:{\boldsymbol {T}}\right)}
3. Si {\displaystyle f({\boldsymbol {S}})=f_{1}(f_{2}({\boldsymbol {S}}))} entonces {\displaystyle {\frac {\partial f}{\partial {\boldsymbol {S}}}}:{\boldsymbol {T}}={\frac {\partial f_{1}}{\partial f_{2}}}~\left({\frac {\partial f_{2}}{\partial {\boldsymbol {S}}}}:{\boldsymbol {T}}\right)}

### Derivadas de funciones tensoriales de tensores de segundo orden
Sea {\displaystyle {\boldsymbol {F}}({\boldsymbol {S}})} una función tensorial de segundo orden del tensor de segundo orden {\displaystyle {\boldsymbol {S}}}. Entonces la derivada de {\displaystyle {\boldsymbol {F}}({\boldsymbol {S}})} con respecto a {\displaystyle {\boldsymbol {S}}} (o en {\displaystyle {\boldsymbol {S}}}) en la dirección {\displaystyle {\boldsymbol {T}}} es el tensor de cuarto orden definido como
{\displaystyle {\frac {\partial {\boldsymbol {F}}}{\partial {\boldsymbol {S}}}}:{\boldsymbol {T}}=D{\boldsymbol {F}}({\boldsymbol {S}})[{\boldsymbol {T}}]=\left[{\frac {d}{d\alpha }}~{\boldsymbol {F}}({\boldsymbol {S}}+\alpha ~{\boldsymbol {T}})\right]_{\alpha =0}}
para todos los tensores de segundo orden {\displaystyle {\boldsymbol {T}}}.
Propiedades:
1. Si {\displaystyle {\boldsymbol {F}}({\boldsymbol {S}})={\boldsymbol {F}}_{1}({\boldsymbol {S}})+{\boldsymbol {F}}_{2}({\boldsymbol {S}})} entonces {\displaystyle {\frac {\partial {\boldsymbol {F}}}{\partial {\boldsymbol {S}}}}:{\boldsymbol {T}}=\left({\frac {\partial {\boldsymbol {F}}_{1}}{\partial {\boldsymbol {S}}}}+{\frac {\partial {\boldsymbol {F}}_{2}}{\partial {\boldsymbol {S}}}}\right):{\boldsymbol {T}}}
2. Si {\displaystyle {\boldsymbol {F}}({\boldsymbol {S}})={\boldsymbol {F}}_{1}({\boldsymbol {S}})\cdot {\boldsymbol {F}}_{2}({\boldsymbol {S}})} entonces {\displaystyle {\frac {\partial {\boldsymbol {F}}}{\partial {\boldsymbol {S}}}}:{\boldsymbol {T}}=\left({\frac {\partial {\boldsymbol {F}}_{1}}{\partial {\boldsymbol {S}}}}:{\boldsymbol {T}}\right)\cdot {\boldsymbol {F}}_{2}({\boldsymbol {S}})+{\boldsymbol {F}}_{1}({\boldsymbol {S}})\cdot \left({\frac {\partial {\boldsymbol {F}}_{2}}{\partial {\boldsymbol {S}}}}:{\boldsymbol {T}}\right)}
3. Si {\displaystyle {\boldsymbol {F}}({\boldsymbol {S}})={\boldsymbol {F}}_{1}({\boldsymbol {F}}_{2}({\boldsymbol {S}}))} entonces {\displaystyle {\frac {\partial {\boldsymbol {F}}}{\partial {\boldsymbol {S}}}}:{\boldsymbol {T}}={\frac {\partial {\boldsymbol {F}}_{1}}{\partial {\boldsymbol {F}}_{2}}}:\left({\frac {\partial {\boldsymbol {F}}_{2}}{\partial {\boldsymbol {S}}}}:{\boldsymbol {T}}\right)}
4. Si {\displaystyle f({\boldsymbol {S}})=f_{1}({\boldsymbol {F}}_{2}({\boldsymbol {S}}))} entonces {\displaystyle {\frac {\partial f}{\partial {\boldsymbol {S}}}}:{\boldsymbol {T}}={\frac {\partial f_{1}}{\partial {\boldsymbol {F}}_{2}}}:\left({\frac {\partial {\boldsymbol {F}}_{2}}{\partial {\boldsymbol {S}}}}:{\boldsymbol {T}}\right)}

## Gradiente de un campo tensorial
El gradiente, {\displaystyle {\boldsymbol {\nabla }}{\boldsymbol {T}}}, de un campo tensorial {\displaystyle {\boldsymbol {T}}(\mathbf {x} )} en la dirección de un vector constante arbitrario c se define como:
{\displaystyle {\boldsymbol {\nabla }}{\boldsymbol {T}}\cdot \mathbf {c} =\lim _{\alpha \rightarrow 0}\quad {\cfrac {d}{d\alpha }}~{\boldsymbol {T}}(\mathbf {x} +\alpha \mathbf {c} )}
El gradiente de un campo tensorial de orden n es un campo tensorial de orden n+1.

### Coordenadas cartesianas
Si {\displaystyle \mathbf {e} _{1},\mathbf {e} _{2},\mathbf {e} _{3}} son los vectores base en un sistema de coordenadas cartesianas, con las coordenadas de los puntos indicadas por ({\displaystyle x_{1},x_{2},x_{3}}), entonces el gradiente del campo tensorial {\displaystyle {\boldsymbol {T}}} viene dado por
{\displaystyle {\boldsymbol {\nabla }}{\boldsymbol {T}}={\cfrac {\partial {\boldsymbol {T}}}{\partial x_{i}}}\otimes \mathbf {e} _{i}}
| Demostración |
| Los vectores x y c se pueden escribir como {\displaystyle \mathbf {x} =x_{i}~\mathbf {e} _{i}} y {\displaystyle \mathbf {c} =c_{i}~\mathbf {e} _{i}}. Sea y := x + αc. En ese caso, el gradiente viene dado por {\displaystyle {\begin{aligned}{\boldsymbol {\nabla }}{\boldsymbol {T}}\cdot \mathbf {c} &=\left.{\cfrac {d}{d\alpha }}~{\boldsymbol {T}}(x_{1}+\alpha c_{1},x_{2}+\alpha c_{2},x_{3}+\alpha c_{3})\right\|_{\alpha =0}\equiv \left.{\cfrac {d}{d\alpha }}~{\boldsymbol {T}}(y_{1},y_{2},y_{3})\right\|_{\alpha =0}\\&=\left[{\cfrac {\partial {\boldsymbol {T}}}{\partial y_{1}}}~{\cfrac {\partial y_{1}}{\partial \alpha }}+{\cfrac {\partial {\boldsymbol {T}}}{\partial y_{2}}}~{\cfrac {\partial y_{2}}{\partial \alpha }}+{\cfrac {\partial {\boldsymbol {T}}}{\partial y_{3}}}~{\cfrac {\partial y_{3}}{\partial \alpha }}\right]_{\alpha =0}=\left[{\cfrac {\partial {\boldsymbol {T}}}{\partial y_{1}}}~c_{1}+{\cfrac {\partial {\boldsymbol {T}}}{\partial y_{2}}}~c_{2}+{\cfrac {\partial {\boldsymbol {T}}}{\partial y_{3}}}~c_{3}\right]_{\alpha =0}\\&={\cfrac {\partial {\boldsymbol {T}}}{\partial x_{1}}}~c_{1}+{\cfrac {\partial {\boldsymbol {T}}}{\partial x_{2}}}~c_{2}+{\cfrac {\partial {\boldsymbol {T}}}{\partial x_{3}}}~c_{3}\equiv {\cfrac {\partial {\boldsymbol {T}}}{\partial x_{i}}}~c_{i}={\cfrac {\partial {\boldsymbol {T}}}{\partial x_{i}}}~(\mathbf {e} _{i}\cdot \mathbf {c} )=\left[{\cfrac {\partial {\boldsymbol {T}}}{\partial x_{i}}}\otimes \mathbf {e} _{i}\right]\cdot \mathbf {c} \qquad \square \end{aligned}}} |

Dado que los vectores de la base no varían en un sistema de coordenadas cartesiano, tenemos las siguientes relaciones para los gradientes de un campo escalar {\displaystyle \phi }, un campo vectorial v' y un campo tensorial de segundo orden {\displaystyle {\boldsymbol {S}}}.
{\displaystyle {\begin{aligned}{\boldsymbol {\nabla }}\phi &={\cfrac {\partial \phi }{\partial x_{i}}}~\mathbf {e} _{i}=\phi _{,i}~\mathbf {e} _{i}\\{\boldsymbol {\nabla }}\mathbf {v} &={\cfrac {\partial (v_{j}\mathbf {e} _{j})}{\partial x_{i}}}\otimes \mathbf {e} _{i}={\cfrac {\partial v_{j}}{\partial x_{i}}}~\mathbf {e} _{j}\otimes \mathbf {e} _{i}=v_{j,i}~\mathbf {e} _{j}\otimes \mathbf {e} _{i}\\{\boldsymbol {\nabla }}{\boldsymbol {S}}&={\cfrac {\partial (S_{jk}\mathbf {e} _{j}\otimes \mathbf {e} _{k})}{\partial x_{i}}}\otimes \mathbf {e} _{i}={\cfrac {\partial S_{jk}}{\partial x_{i}}}~\mathbf {e} _{j}\otimes \mathbf {e} _{k}\otimes \mathbf {e} _{i}=S_{jk,i}~\mathbf {e} _{j}\otimes \mathbf {e} _{k}\otimes \mathbf {e} _{i}\end{aligned}}}

### Coordenadas curvilíneas
Si {\displaystyle \mathbf {g} ^{1},\mathbf {g} ^{2},\mathbf {g} ^{3}} son los vectores  de una base contravariante en un sistema de coordenadas curvilíneas, con las coordenadas de los puntos indicadas por ({\displaystyle \xi ^{1},\xi ^{2},\xi ^{3}}), entonces el gradiente del campo tensorial {\displaystyle {\boldsymbol {T}}} viene dado por (consulte para obtener una demostración).
{\displaystyle {\boldsymbol {\nabla }}{\boldsymbol {T}}={\frac {\partial {\boldsymbol {T}}}{\partial \xi ^{i}}}\otimes \mathbf {g} ^{i}}
De esta definición se obtienen las siguientes relaciones para los gradientes de un campo escalar {\displaystyle \phi }, un campo vectorial v y un campo tensorial de segundo orden {\displaystyle {\boldsymbol {S}}}.
{\displaystyle {\begin{aligned}{\boldsymbol {\nabla }}\phi &={\frac {\partial \phi }{\partial \xi ^{i}}}~\mathbf {g} ^{i}\\{\boldsymbol {\nabla }}\mathbf {v} &={\frac {\partial \left(v^{j}\mathbf {g} _{j}\right)}{\partial \xi ^{i}}}\otimes \mathbf {g} ^{i}=\left({\frac {\partial v^{j}}{\partial \xi ^{i}}}+v^{k}~\Gamma _{ik}^{j}\right)~\mathbf {g} _{j}\otimes \mathbf {g} ^{i}=\left({\frac {\partial v_{j}}{\partial \xi ^{i}}}-v_{k}~\Gamma _{ij}^{k}\right)~\mathbf {g} ^{j}\otimes \mathbf {g} ^{i}\\{\boldsymbol {\nabla }}{\boldsymbol {S}}&={\frac {\partial \left(S_{jk}~\mathbf {g} ^{j}\otimes \mathbf {g} ^{k}\right)}{\partial \xi ^{i}}}\otimes \mathbf {g} ^{i}=\left({\frac {\partial S_{jk}}{\partial \xi _{i}}}-S_{lk}~\Gamma _{ij}^{l}-S_{jl}~\Gamma _{ik}^{l}\right)~\mathbf {g} ^{j}\otimes \mathbf {g} ^{k}\otimes \mathbf {g} ^{i}\end{aligned}}}
donde los símbolos de Christoffel {\displaystyle \Gamma _{ij}^{k}} se definen usando
{\displaystyle \Gamma _{ij}^{k}~\mathbf {g} _{k}={\frac {\partial \mathbf {g} _{i}}{\partial \xi ^{j}}}\quad \implies \quad \Gamma _{ij}^{k}={\frac {\partial \mathbf {g} _{i}}{\partial \xi ^{j}}}\cdot \mathbf {g} ^{k}=-\mathbf {g} _{i}\cdot {\frac {\partial \mathbf {g} ^{k}}{\partial \xi ^{j}}}}

#### Coordenadas polares cilíndricas
En coordenadas cilíndricas, el gradiente viene dado por
{\displaystyle {\begin{aligned}{\boldsymbol {\nabla }}\phi ={}\quad &{\frac {\partial \phi }{\partial r}}~\mathbf {e} _{r}+{\frac {1}{r}}~{\frac {\partial \phi }{\partial \theta }}~\mathbf {e} _{\theta }+{\frac {\partial \phi }{\partial z}}~\mathbf {e} _{z}\\{\boldsymbol {\nabla }}\mathbf {v} ={}\quad &{\frac {\partial v_{r}}{\partial r}}~\mathbf {e} _{r}\otimes \mathbf {e} _{r}+{\frac {1}{r}}\left({\frac {\partial v_{r}}{\partial \theta }}-v_{\theta }\right)~\mathbf {e} _{r}\otimes \mathbf {e} _{\theta }+{\frac {\partial v_{r}}{\partial z}}~\mathbf {e} _{r}\otimes \mathbf {e} _{z}\\{}+{}&{\frac {\partial v_{\theta }}{\partial r}}~\mathbf {e} _{\theta }\otimes \mathbf {e} _{r}+{\frac {1}{r}}\left({\frac {\partial v_{\theta }}{\partial \theta }}+v_{r}\right)~\mathbf {e} _{\theta }\otimes \mathbf {e} _{\theta }+{\frac {\partial v_{\theta }}{\partial z}}~\mathbf {e} _{\theta }\otimes \mathbf {e} _{z}\\{}+{}&{\frac {\partial v_{z}}{\partial r}}~\mathbf {e} _{z}\otimes \mathbf {e} _{r}+{\frac {1}{r}}{\frac {\partial v_{z}}{\partial \theta }}~\mathbf {e} _{z}\otimes \mathbf {e} _{\theta }+{\frac {\partial v_{z}}{\partial z}}~\mathbf {e} _{z}\otimes \mathbf {e} _{z}\\{\boldsymbol {\nabla }}{\boldsymbol {S}}={}\quad &{\frac {\partial S_{rr}}{\partial r}}~\mathbf {e} _{r}\otimes \mathbf {e} _{r}\otimes \mathbf {e} _{r}+{\frac {\partial S_{rr}}{\partial z}}~\mathbf {e} _{r}\otimes \mathbf {e} _{r}\otimes \mathbf {e} _{z}+{\frac {1}{r}}\left[{\frac {\partial S_{rr}}{\partial \theta }}-(S_{\theta r}+S_{r\theta })\right]~\mathbf {e} _{r}\otimes \mathbf {e} _{r}\otimes \mathbf {e} _{\theta }\\{}+{}&{\frac {\partial S_{r\theta }}{\partial r}}~\mathbf {e} _{r}\otimes \mathbf {e} _{\theta }\otimes \mathbf {e} _{r}+{\frac {\partial S_{r\theta }}{\partial z}}~\mathbf {e} _{r}\otimes \mathbf {e} _{\theta }\otimes \mathbf {e} _{z}+{\frac {1}{r}}\left[{\frac {\partial S_{r\theta }}{\partial \theta }}+(S_{rr}-S_{\theta \theta })\right]~\mathbf {e} _{r}\otimes \mathbf {e} _{\theta }\otimes \mathbf {e} _{\theta }\\{}+{}&{\frac {\partial S_{rz}}{\partial r}}~\mathbf {e} _{r}\otimes \mathbf {e} _{z}\otimes \mathbf {e} _{r}+{\frac {\partial S_{rz}}{\partial z}}~\mathbf {e} _{r}\otimes \mathbf {e} _{z}\otimes \mathbf {e} _{z}+{\frac {1}{r}}\left[{\frac {\partial S_{rz}}{\partial \theta }}-S_{\theta z}\right]~\mathbf {e} _{r}\otimes \mathbf {e} _{z}\otimes \mathbf {e} _{\theta }\\{}+{}&{\frac {\partial S_{\theta r}}{\partial r}}~\mathbf {e} _{\theta }\otimes \mathbf {e} _{r}\otimes \mathbf {e} _{r}+{\frac {\partial S_{\theta r}}{\partial z}}~\mathbf {e} _{\theta }\otimes \mathbf {e} _{r}\otimes \mathbf {e} _{z}+{\frac {1}{r}}\left[{\frac {\partial S_{\theta r}}{\partial \theta }}+(S_{rr}-S_{\theta \theta })\right]~\mathbf {e} _{\theta }\otimes \mathbf {e} _{r}\otimes \mathbf {e} _{\theta }\\{}+{}&{\frac {\partial S_{\theta \theta }}{\partial r}}~\mathbf {e} _{\theta }\otimes \mathbf {e} _{\theta }\otimes \mathbf {e} _{r}+{\frac {\partial S_{\theta \theta }}{\partial z}}~\mathbf {e} _{\theta }\otimes \mathbf {e} _{\theta }\otimes \mathbf {e} _{z}+{\frac {1}{r}}\left[{\frac {\partial S_{\theta \theta }}{\partial \theta }}+(S_{r\theta }+S_{\theta r})\right]~\mathbf {e} _{\theta }\otimes \mathbf {e} _{\theta }\otimes \mathbf {e} _{\theta }\\{}+{}&{\frac {\partial S_{\theta z}}{\partial r}}~\mathbf {e} _{\theta }\otimes \mathbf {e} _{z}\otimes \mathbf {e} _{r}+{\frac {\partial S_{\theta z}}{\partial z}}~\mathbf {e} _{\theta }\otimes \mathbf {e} _{z}\otimes \mathbf {e} _{z}+{\frac {1}{r}}\left[{\frac {\partial S_{\theta z}}{\partial \theta }}+S_{rz}\right]~\mathbf {e} _{\theta }\otimes \mathbf {e} _{z}\otimes \mathbf {e} _{\theta }\\{}+{}&{\frac {\partial S_{zr}}{\partial r}}~\mathbf {e} _{z}\otimes \mathbf {e} _{r}\otimes \mathbf {e} _{r}+{\frac {\partial S_{zr}}{\partial z}}~\mathbf {e} _{z}\otimes \mathbf {e} _{r}\otimes \mathbf {e} _{z}+{\frac {1}{r}}\left[{\frac {\partial S_{zr}}{\partial \theta }}-S_{z\theta }\right]~\mathbf {e} _{z}\otimes \mathbf {e} _{r}\otimes \mathbf {e} _{\theta }\\{}+{}&{\frac {\partial S_{z\theta }}{\partial r}}~\mathbf {e} _{z}\otimes \mathbf {e} _{\theta }\otimes \mathbf {e} _{r}+{\frac {\partial S_{z\theta }}{\partial z}}~\mathbf {e} _{z}\otimes \mathbf {e} _{\theta }\otimes \mathbf {e} _{z}+{\frac {1}{r}}\left[{\frac {\partial S_{z\theta }}{\partial \theta }}+S_{zr}\right]~\mathbf {e} _{z}\otimes \mathbf {e} _{\theta }\otimes \mathbf {e} _{\theta }\\{}+{}&{\frac {\partial S_{zz}}{\partial r}}~\mathbf {e} _{z}\otimes \mathbf {e} _{z}\otimes \mathbf {e} _{r}+{\frac {\partial S_{zz}}{\partial z}}~\mathbf {e} _{z}\otimes \mathbf {e} _{z}\otimes \mathbf {e} _{z}+{\frac {1}{r}}~{\frac {\partial S_{zz}}{\partial \theta }}~\mathbf {e} _{z}\otimes \mathbf {e} _{z}\otimes \mathbf {e} _{\theta }\end{aligned}}}

## Divergencia de un campo tensorial
La divergencia de un campo tensorial {\displaystyle {\boldsymbol {T}}(\mathbf {x} )} se define usando la relación recursiva
{\displaystyle ({\boldsymbol {\nabla }}\cdot {\boldsymbol {T}})\cdot \mathbf {c} ={\boldsymbol {\nabla }}\cdot \left(\mathbf {c} \cdot {\boldsymbol {T}}^{\textsf {T}}\right)~;\qquad {\boldsymbol {\nabla }}\cdot \mathbf {v} ={\text{tr}}({\boldsymbol {\nabla }}\mathbf {v} )}
donde c es un vector constante arbitrario y v es un campo vectorial. Si {\displaystyle {\boldsymbol {T}}} es un campo tensorial de orden n > 1, entonces la divergencia del campo es un tensor de orden n- 1.

### Coordenadas cartesianas
En un sistema de coordenadas cartesiano se tienen las siguientes relaciones para un campo vectorial v' y un campo tensorial de segundo orden {\displaystyle {\boldsymbol {S}}}
{\displaystyle {\begin{aligned}{\boldsymbol {\nabla }}\cdot \mathbf {v} &={\frac {\partial v_{i}}{\partial x_{i}}}=v_{i,i}\\{\boldsymbol {\nabla }}\cdot {\boldsymbol {S}}&={\frac {\partial S_{ik}}{\partial x_{i}}}~\mathbf {e} _{k}=S_{ik,i}~\mathbf {e} _{k}\end{aligned}}}
donde con la notación tensorial indexada para derivadas parciales se utiliza en las expresiones situadas más a la derecha. Tenga en cuenta que
{\displaystyle {\boldsymbol {\nabla }}\cdot {\boldsymbol {S}}\neq {\boldsymbol {\nabla }}\cdot {\boldsymbol {S}}^{\textsf {T}}.}
Para un tensor simétrico de segundo orden, la divergencia también suele escribirse como
{\displaystyle {\begin{aligned}{\boldsymbol {\nabla }}\cdot {\boldsymbol {S}}&={\cfrac {\partial S_{ki}}{\partial x_{i}}}~\mathbf {e} _{k}=S_{ki,i}~\mathbf {e} _{k}\end{aligned}}}
La expresión anterior se utiliza a veces como definición de {\displaystyle {\boldsymbol {\nabla }}\cdot {\boldsymbol {S}}} en forma de componente cartesiano (a menudo también escrito como {\displaystyle \operatorname {div} {\boldsymbol {S}}}). Téngase en cuenta que dicha definición no es coherente con el resto de este artículo (consúltese la sección sobre coordenadas curvilíneas).
La diferencia surge de si la diferenciación se realiza respecto de las filas o columnas de {\displaystyle {\boldsymbol {S}}}, y es convencional. Esto se demuestra con un ejemplo. En un sistema de coordenadas cartesiano, el tensor (matriz) de segundo orden {\displaystyle \mathbf {S} } es el gradiente de una función vectorial {\displaystyle \mathbf {v} }
{\displaystyle {\begin{aligned}{\boldsymbol {\nabla }}\cdot \left({\boldsymbol {\nabla }}\mathbf {v} \right)&={\boldsymbol {\nabla }}\cdot \left(v_{i,j}~\mathbf {e} _{i}\otimes \mathbf {e} _{j}\right)=v_{i,ji}~\mathbf {e} _{i}\cdot \mathbf {e} _{i}\otimes \mathbf {e} _{j}=\left({\boldsymbol {\nabla }}\cdot \mathbf {v} \right)_{,j}~\mathbf {e} _{j}={\boldsymbol {\nabla }}\left({\boldsymbol {\nabla }}\cdot \mathbf {v} \right)\\{\boldsymbol {\nabla }}\cdot \left[\left({\boldsymbol {\nabla }}\mathbf {v} \right)^{\textsf {T}}\right]&={\boldsymbol {\nabla }}\cdot \left(v_{j,i}~\mathbf {e} _{i}\otimes \mathbf {e} _{j}\right)=v_{j,ii}~\mathbf {e} _{i}\cdot \mathbf {e} _{i}\otimes \mathbf {e} _{j}={\boldsymbol {\nabla }}^{2}v_{j}~\mathbf {e} _{j}={\boldsymbol {\nabla }}^{2}\mathbf {v} \end{aligned}}}
La última ecuación es equivalente a la definición/interpretación alternativa
{\displaystyle {\begin{aligned}\left({\boldsymbol {\nabla }}\cdot \right)_{\text{alt}}\left({\boldsymbol {\nabla }}\mathbf {v} \right)=\left({\boldsymbol {\nabla }}\cdot \right)_{\text{alt}}\left(v_{i,j}~\mathbf {e} _{i}\otimes \mathbf {e} _{j}\right)=v_{i,jj}~\mathbf {e} _{i}\otimes \mathbf {e} _{j}\cdot \mathbf {e} _{j}={\boldsymbol {\nabla }}^{2}v_{i}~\mathbf {e} _{i}={\boldsymbol {\nabla }}^{2}\mathbf {v} \end{aligned}}}

### Coordenadas curvilíneas
En coordenadas curvilíneas, las divergencias de un campo vectorial v' y de un campo tensorial de segundo orden {\displaystyle {\boldsymbol {S}}} son
{\displaystyle {\begin{aligned}{\boldsymbol {\nabla }}\cdot \mathbf {v} &=\left({\cfrac {\partial v^{i}}{\partial \xi ^{i}}}+v^{k}~\Gamma _{ik}^{i}\right)\\{\boldsymbol {\nabla }}\cdot {\boldsymbol {S}}&=\left({\cfrac {\partial S_{ik}}{\partial \xi _{i}}}-S_{lk}~\Gamma _{ii}^{l}-S_{il}~\Gamma _{ik}^{l}\right)~\mathbf {g} ^{k}\end{aligned}}}
Más generalmente,
{\displaystyle {\begin{aligned}{\boldsymbol {\nabla }}\cdot {\boldsymbol {S}}&=\left[{\cfrac {\partial S_{ij}}{\partial q^{k}}}-\Gamma _{ki}^{l}~S_{lj}-\Gamma _{kj}^{l}~S_{il}\right]~g^{ik}~\mathbf {b} ^{j}\\[8pt]&=\left[{\cfrac {\partial S^{ij}}{\partial q^{i}}}+\Gamma _{il}^{i}~S^{lj}+\Gamma _{il}^{j}~S^{il}\right]~\mathbf {b} _{j}\\[8pt]&=\left[{\cfrac {\partial S_{~j}^{i}}{\partial q^{i}}}+\Gamma _{il}^{i}~S_{~j}^{l}-\Gamma _{ij}^{l}~S_{~l}^{i}\right]~\mathbf {b} ^{j}\\[8pt]&=\left[{\cfrac {\partial S_{i}^{~j}}{\partial q^{k}}}-\Gamma _{ik}^{l}~S_{l}^{~j}+\Gamma _{kl}^{j}~S_{i}^{~l}\right]~g^{ik}~\mathbf {b} _{j}\end{aligned}}}

#### Coordenadas polares cilíndricas
En coordenadas polares cilíndricas
{\displaystyle {\begin{aligned}{\boldsymbol {\nabla }}\cdot \mathbf {v} =\quad &{\frac {\partial v_{r}}{\partial r}}+{\frac {1}{r}}\left({\frac {\partial v_{\theta }}{\partial \theta }}+v_{r}\right)+{\frac {\partial v_{z}}{\partial z}}\\{\boldsymbol {\nabla }}\cdot {\boldsymbol {S}}=\quad &{\frac {\partial S_{rr}}{\partial r}}~\mathbf {e} _{r}+{\frac {\partial S_{r\theta }}{\partial r}}~\mathbf {e} _{\theta }+{\frac {\partial S_{rz}}{\partial r}}~\mathbf {e} _{z}\\{}+{}&{\frac {1}{r}}\left[{\frac {\partial S_{\theta r}}{\partial \theta }}+(S_{rr}-S_{\theta \theta })\right]~\mathbf {e} _{r}+{\frac {1}{r}}\left[{\frac {\partial S_{\theta \theta }}{\partial \theta }}+(S_{r\theta }+S_{\theta r})\right]~\mathbf {e} _{\theta }+{\frac {1}{r}}\left[{\frac {\partial S_{\theta z}}{\partial \theta }}+S_{rz}\right]~\mathbf {e} _{z}\\{}+{}&{\frac {\partial S_{zr}}{\partial z}}~\mathbf {e} _{r}+{\frac {\partial S_{z\theta }}{\partial z}}~\mathbf {e} _{\theta }+{\frac {\partial S_{zz}}{\partial z}}~\mathbf {e} _{z}\end{aligned}}}

## Rotacional de un campo tensorial
El rotacional de un campo tensorial de orden n > 1 {\displaystyle {\boldsymbol {T}}(\mathbf {x} )} también se define usando la relación recursiva
{\displaystyle ({\boldsymbol {\nabla }}\times {\boldsymbol {T}})\cdot \mathbf {c} ={\boldsymbol {\nabla }}\times (\mathbf {c} \cdot {\boldsymbol {T}})~;\qquad ({\boldsymbol {\nabla }}\times \mathbf {v} )\cdot \mathbf {c} ={\boldsymbol {\nabla }}\cdot (\mathbf {v} \times \mathbf {c} )}
donde c es un vector constante arbitrario y v es un campo vectorial.

### Rotacional de un campo tensorial (vectorial) de primer orden
Considérese un campo vectorial v y un vector constante arbitrario c. En notación indexada, el producto cruzado viene dado por
{\displaystyle \mathbf {v} \times \mathbf {c} =\varepsilon _{ijk}~v_{j}~c_{k}~\mathbf {e} _{i}}
donde {\displaystyle \varepsilon _{ijk}} es el símbolo de permutación, también conocido como símbolo de Levi-Civita. Entonces,
{\displaystyle {\boldsymbol {\nabla }}\cdot (\mathbf {v} \times \mathbf {c} )=\varepsilon _{ijk}~v_{j,i}~c_{k}=(\varepsilon _{ijk}~v_{j,i}~\mathbf {e} _{k})\cdot \mathbf {c} =({\boldsymbol {\nabla }}\times \mathbf {v} )\cdot \mathbf {c} }
Por lo tanto,
{\displaystyle {\boldsymbol {\nabla }}\times \mathbf {v} =\varepsilon _{ijk}~v_{j,i}~\mathbf {e} _{k}}

### Rotacional de un campo tensorial de segundo orden
Para un tensor de segundo orden {\displaystyle {\boldsymbol {S}}}
{\displaystyle \mathbf {c} \cdot {\boldsymbol {S}}=c_{m}~S_{mj}~\mathbf {e} _{j}}
Por tanto, utilizando la definición de la curvatura de un campo tensorial de primer orden,
{\displaystyle {\boldsymbol {\nabla }}\times (\mathbf {c} \cdot {\boldsymbol {S}})=\varepsilon _{ijk}~c_{m}~S_{mj,i}~\mathbf {e} _{k}=(\varepsilon _{ijk}~S_{mj,i}~\mathbf {e} _{k}\otimes \mathbf {e} _{m})\cdot \mathbf {c} =({\boldsymbol {\nabla }}\times {\boldsymbol {S}})\cdot \mathbf {c} }
Por lo tanto, se tiene que
{\displaystyle {\boldsymbol {\nabla }}\times {\boldsymbol {S}}=\varepsilon _{ijk}~S_{mj,i}~\mathbf {e} _{k}\otimes \mathbf {e} _{m}}

### Identidades que involucran la curvatura de un campo tensorial
La identidad más comúnmente utilizada que involucra la curvatura de un campo tensorial, {\displaystyle {\boldsymbol {T}}}, es
{\displaystyle {\boldsymbol {\nabla }}\times ({\boldsymbol {\nabla }}{\boldsymbol {T}})={\boldsymbol {0}}}
Esta identidad es válida para campos tensoriales de todos los órdenes. Para el caso importante de un tensor de segundo orden, {\displaystyle {\boldsymbol {S}}}, esta identidad implica que
{\displaystyle {\boldsymbol {\nabla }}\times ({\boldsymbol {\nabla }}{\boldsymbol {S}})={\boldsymbol {0}}\quad \implies \quad S_{mi,j}-S_{mj,i}=0}

## Derivada del determinante de un tensor de segundo orden
La derivada del determinante de un tensor de segundo orden {\displaystyle {\boldsymbol {A}}} viene dada por
{\displaystyle {\frac {\partial }{\partial {\boldsymbol {A}}}}\det({\boldsymbol {A}})=\det({\boldsymbol {A}})~\left[{\boldsymbol {A}}^{-1}\right]^{\textsf {T}}~.}
En términos ortonormales, las componentes de {\displaystyle {\boldsymbol {A}}} se pueden escribir como una matriz A. En ese caso, el lado derecho corresponde a los cofactores de la matriz.
| Demostración |
| Sea {\displaystyle {\boldsymbol {A}}} un tensor de segundo orden y sea {\displaystyle f({\boldsymbol {A}})=\det({\boldsymbol {A}})}. Entonces, a partir de la definición de la derivada de una función escalar de un tensor, se tiene que {\displaystyle {\begin{aligned}{\frac {\partial f}{\partial {\boldsymbol {A}}}}:{\boldsymbol {T}}&=\left.{\cfrac {d}{d\alpha }}\det({\boldsymbol {A}}+\alpha ~{\boldsymbol {T}})\right\|_{\alpha =0}\\&=\left.{\cfrac {d}{d\alpha }}\det \left[\alpha ~{\boldsymbol {A}}\left({\cfrac {1}{\alpha }}~{\boldsymbol {\mathit {I}}}+{\boldsymbol {A}}^{-1}\cdot {\boldsymbol {T}}\right)\right]\right\|_{\alpha =0}\\&=\left.{\cfrac {d}{d\alpha }}\left[\alpha ^{3}~\det({\boldsymbol {A}})~\det \left({\cfrac {1}{\alpha }}~{\boldsymbol {\mathit {I}}}+{\boldsymbol {A}}^{-1}\cdot {\boldsymbol {T}}\right)\right]\right\|_{\alpha =0}.\end{aligned}}} El determinante de un tensor se puede expresar en forma de ecuación característica en términos de los invariantes {\displaystyle I_{1},I_{2},I_{3}} usando {\displaystyle \det(\lambda ~{\boldsymbol {\mathit {I}}}+{\boldsymbol {A}})=\lambda ^{3}+I_{1}({\boldsymbol {A}})~\lambda ^{2}+I_{2}({\boldsymbol {A}})~\lambda +I_{3}({\boldsymbol {A}}).} Usando esta expansión, se puede escribir {\displaystyle {\begin{aligned}{\frac {\partial f}{\partial {\boldsymbol {A}}}}:{\boldsymbol {T}}&=\left.{\cfrac {d}{d\alpha }}\left[\alpha ^{3}~\det({\boldsymbol {A}})~\left({\cfrac {1}{\alpha ^{3}}}+I_{1}\left({\boldsymbol {A}}^{-1}\cdot {\boldsymbol {T}}\right)~{\cfrac {1}{\alpha ^{2}}}+I_{2}\left({\boldsymbol {A}}^{-1}\cdot {\boldsymbol {T}}\right)~{\cfrac {1}{\alpha }}+I_{3}\left({\boldsymbol {A}}^{-1}\cdot {\boldsymbol {T}}\right)\right)\right]\right\|_{\alpha =0}\\&=\left.\det({\boldsymbol {A}})~{\cfrac {d}{d\alpha }}\left[1+I_{1}\left({\boldsymbol {A}}^{-1}\cdot {\boldsymbol {T}}\right)~\alpha +I_{2}\left({\boldsymbol {A}}^{-1}\cdot {\boldsymbol {T}}\right)~\alpha ^{2}+I_{3}\left({\boldsymbol {A}}^{-1}\cdot {\boldsymbol {T}}\right)~\alpha ^{3}\right]\right\|_{\alpha =0}\\&=\left.\det({\boldsymbol {A}})~\left[I_{1}({\boldsymbol {A}}^{-1}\cdot {\boldsymbol {T}})+2~I_{2}\left({\boldsymbol {A}}^{-1}\cdot {\boldsymbol {T}}\right)~\alpha +3~I_{3}\left({\boldsymbol {A}}^{-1}\cdot {\boldsymbol {T}}\right)~\alpha ^{2}\right]\right\|_{\alpha =0}\\&=\det({\boldsymbol {A}})~I_{1}\left({\boldsymbol {A}}^{-1}\cdot {\boldsymbol {T}}\right)~.\end{aligned}}} Recuérdese que el invariante {\displaystyle I_{1}} viene dado por {\displaystyle I_{1}({\boldsymbol {A}})={\text{tr}}{\boldsymbol {A}}.} Por eso, {\displaystyle {\frac {\partial f}{\partial {\boldsymbol {A}}}}:{\boldsymbol {T}}=\det({\boldsymbol {A}})~{\text{tr}}\left({\boldsymbol {A}}^{-1}\cdot {\boldsymbol {T}}\right)=\det({\boldsymbol {A}})~\left[{\boldsymbol {A}}^{-1}\right]^{\textsf {T}}:{\boldsymbol {T}}.} Teniendo en cuenta la arbitrariedad de {\displaystyle {\boldsymbol {T}}}, entonces se tiene que {\displaystyle {\frac {\partial f}{\partial {\boldsymbol {A}}}}=\det({\boldsymbol {A}})~\left[{\boldsymbol {A}}^{-1}\right]^{\textsf {T}}~.} |

## Derivadas de los invariantes de un tensor de segundo orden
Los principales invariantes de un tensor de segundo orden son
{\displaystyle {\begin{aligned}I_{1}({\boldsymbol {A}})&={\text{tr}}{\boldsymbol {A}}\\I_{2}({\boldsymbol {A}})&={\frac {1}{2}}\left[({\text{tr}}{\boldsymbol {A}})^{2}-{\text{tr}}{{\boldsymbol {A}}^{2}}\right]\\I_{3}({\boldsymbol {A}})&=\det({\boldsymbol {A}})\end{aligned}}}
Las derivadas de estos tres invariantes con respecto a {\displaystyle {\boldsymbol {A}}} son
{\displaystyle {\begin{aligned}{\frac {\partial I_{1}}{\partial {\boldsymbol {A}}}}&={\boldsymbol {\mathit {1}}}\\[3pt]{\frac {\partial I_{2}}{\partial {\boldsymbol {A}}}}&=I_{1}~{\boldsymbol {\mathit {1}}}-{\boldsymbol {A}}^{\textsf {T}}\\[3pt]{\frac {\partial I_{3}}{\partial {\boldsymbol {A}}}}&=\det({\boldsymbol {A}})~\left[{\boldsymbol {A}}^{-1}\right]^{\textsf {T}}=I_{2}~{\boldsymbol {\mathit {1}}}-{\boldsymbol {A}}^{\textsf {T}}~\left(I_{1}~{\boldsymbol {\mathit {1}}}-{\boldsymbol {A}}^{\textsf {T}}\right)=\left({\boldsymbol {A}}^{2}-I_{1}~{\boldsymbol {A}}+I_{2}~{\boldsymbol {\mathit {1}}}\right)^{\textsf {T}}\end{aligned}}}
| Demostración |
| De la derivada del determinante se sabe que {\displaystyle {\frac {\partial I_{3}}{\partial {\boldsymbol {A}}}}=(A)~[A^{-}1]^{T}~.} Para las derivadas de las otras dos invariantes, se retoma la ecuación característica {\displaystyle \det(\lambda ~{\boldsymbol {\mathit {1}}}+{\boldsymbol {A}})=\lambda ^{3}+I_{1}({\boldsymbol {A}})~\lambda ^{2}+I_{2}({\boldsymbol {A}})~\lambda +I_{3}({\boldsymbol {A}})~.} Utilizando el mismo enfoque que para el determinante de un tensor, se puede demostrar que {\displaystyle {\frac {\partial }{\partial {\boldsymbol {A}}}}\det(\lambda ~{\boldsymbol {\mathit {1}}}+{\boldsymbol {A}})=\det(\lambda ~{\boldsymbol {\mathit {1}}}+{\boldsymbol {A}})~\left[(\lambda ~{\boldsymbol {\mathit {1}}}+{\boldsymbol {A}})^{-1}\right]^{\textsf {T}}~.} Ahora, el lado izquierdo se puede expandir como {\displaystyle {\begin{aligned}{\frac {\partial }{\partial {\boldsymbol {A}}}}\det(\lambda ~{\boldsymbol {\mathit {1}}}+{\boldsymbol {A}})&={\frac {\partial }{\partial {\boldsymbol {A}}}}\left[\lambda ^{3}+I_{1}({\boldsymbol {A}})~\lambda ^{2}+I_{2}({\boldsymbol {A}})~\lambda +I_{3}({\boldsymbol {A}})\right]\\&={\frac {\partial I_{1}}{\partial {\boldsymbol {A}}}}~\lambda ^{2}+{\frac {\partial I_{2}}{\partial {\boldsymbol {A}}}}~\lambda +{\frac {\partial I_{3}}{\partial {\boldsymbol {A}}}}~.\end{aligned}}} Por eso {\displaystyle {\frac {\partial I_{1}}{\partial {\boldsymbol {A}}}}~\lambda ^{2}+{\frac {\partial I_{2}}{\partial {\boldsymbol {A}}}}~\lambda +{\frac {\partial I_{3}}{\partial {\boldsymbol {A}}}}=\det(\lambda ~{\boldsymbol {\mathit {1}}}+{\boldsymbol {A}})~\left[(\lambda ~{\boldsymbol {\mathit {1}}}+{\boldsymbol {A}})^{-1}\right]^{\textsf {T}}} o, {\displaystyle (\lambda ~{\boldsymbol {\mathit {1}}}+{\boldsymbol {A}})^{\textsf {T}}\cdot \left[{\frac {\partial I_{1}}{\partial {\boldsymbol {A}}}}~\lambda ^{2}+{\frac {\partial I_{2}}{\partial {\boldsymbol {A}}}}~\lambda +{\frac {\partial I_{3}}{\partial {\boldsymbol {A}}}}\right]=\det(\lambda ~{\boldsymbol {\mathit {1}}}+{\boldsymbol {A}})~{\boldsymbol {\mathit {1}}}~.} Expandir el lado derecho y separar términos en el lado izquierdo da {\displaystyle \left(\lambda ~{\boldsymbol {\mathit {1}}}+{\boldsymbol {A}}^{\textsf {T}}\right)\cdot \left[{\frac {\partial I_{1}}{\partial {\boldsymbol {A}}}}~\lambda ^{2}+{\frac {\partial I_{2}}{\partial {\boldsymbol {A}}}}~\lambda +{\frac {\partial I_{3}}{\partial {\boldsymbol {A}}}}\right]=\left[\lambda ^{3}+I_{1}~\lambda ^{2}+I_{2}~\lambda +I_{3}\right]{\boldsymbol {\mathit {1}}}} o, {\displaystyle {\begin{aligned}\left[{\frac {\partial I_{1}}{\partial {\boldsymbol {A}}}}~\lambda ^{3}\right.&\left.+{\frac {\partial I_{2}}{\partial {\boldsymbol {A}}}}~\lambda ^{2}+{\frac {\partial I_{3}}{\partial {\boldsymbol {A}}}}~\lambda \right]{\boldsymbol {\mathit {1}}}+{\boldsymbol {A}}^{\textsf {T}}\cdot {\frac {\partial I_{1}}{\partial {\boldsymbol {A}}}}~\lambda ^{2}+{\boldsymbol {A}}^{\textsf {T}}\cdot {\frac {\partial I_{2}}{\partial {\boldsymbol {A}}}}~\lambda +{\boldsymbol {A}}^{\textsf {T}}\cdot {\frac {\partial I_{3}}{\partial {\boldsymbol {A}}}}\\&=\left[\lambda ^{3}+I_{1}~\lambda ^{2}+I_{2}~\lambda +I_{3}\right]{\boldsymbol {\mathit {1}}}~.\end{aligned}}} Si se define {\displaystyle I_{0}:=1} y {\displaystyle I_{4}:=0}, se puede escribir lo anterior como {\displaystyle {\begin{aligned}\left[{\frac {\partial I_{1}}{\partial {\boldsymbol {A}}}}~\lambda ^{3}\right.&\left.+{\frac {\partial I_{2}}{\partial {\boldsymbol {A}}}}~\lambda ^{2}+{\frac {\partial I_{3}}{\partial {\boldsymbol {A}}}}~\lambda +{\frac {\partial I_{4}}{\partial {\boldsymbol {A}}}}\right]{\boldsymbol {\mathit {1}}}+{\boldsymbol {A}}^{\textsf {T}}\cdot {\frac {\partial I_{0}}{\partial {\boldsymbol {A}}}}~\lambda ^{3}+{\boldsymbol {A}}^{\textsf {T}}\cdot {\frac {\partial I_{1}}{\partial {\boldsymbol {A}}}}~\lambda ^{2}+{\boldsymbol {A}}^{\textsf {T}}\cdot {\frac {\partial I_{2}}{\partial {\boldsymbol {A}}}}~\lambda +{\boldsymbol {A}}^{\textsf {T}}\cdot {\frac {\partial I_{3}}{\partial {\boldsymbol {A}}}}\\&=\left[I_{0}~\lambda ^{3}+I_{1}~\lambda ^{2}+I_{2}~\lambda +I_{3}\right]{\boldsymbol {\mathit {1}}}~.\end{aligned}}} Reuniendo términos que contienen varias potencias de λ, se obtiene {\displaystyle {\begin{aligned}\lambda ^{3}&\left(I_{0}~{\boldsymbol {\mathit {1}}}-{\frac {\partial I_{1}}{\partial {\boldsymbol {A}}}}~{\boldsymbol {\mathit {1}}}-{\boldsymbol {A}}^{\textsf {T}}\cdot {\frac {\partial I_{0}}{\partial {\boldsymbol {A}}}}\right)+\lambda ^{2}\left(I_{1}~{\boldsymbol {\mathit {1}}}-{\frac {\partial I_{2}}{\partial {\boldsymbol {A}}}}~{\boldsymbol {\mathit {1}}}-{\boldsymbol {A}}^{\textsf {T}}\cdot {\frac {\partial I_{1}}{\partial {\boldsymbol {A}}}}\right)+\\&\qquad \qquad \lambda \left(I_{2}~{\boldsymbol {\mathit {1}}}-{\frac {\partial I_{3}}{\partial {\boldsymbol {A}}}}~{\boldsymbol {\mathit {1}}}-{\boldsymbol {A}}^{\textsf {T}}\cdot {\frac {\partial I_{2}}{\partial {\boldsymbol {A}}}}\right)+\left(I_{3}~{\boldsymbol {\mathit {1}}}-{\frac {\partial I_{4}}{\partial {\boldsymbol {A}}}}~{\boldsymbol {\mathit {1}}}-{\boldsymbol {A}}^{\textsf {T}}\cdot {\frac {\partial I_{3}}{\partial {\boldsymbol {A}}}}\right)=0~.\end{aligned}}} Entonces, invocando la arbitrariedad de λ, se tiene que {\displaystyle {\begin{aligned}I_{0}~{\boldsymbol {\mathit {1}}}-{\frac {\partial I_{1}}{\partial {\boldsymbol {A}}}}~{\boldsymbol {\mathit {1}}}-{\boldsymbol {A}}^{\textsf {T}}\cdot {\frac {\partial I_{0}}{\partial {\boldsymbol {A}}}}&=0\\I_{1}~{\boldsymbol {\mathit {1}}}-{\frac {\partial I_{2}}{\partial {\boldsymbol {A}}}}~{\boldsymbol {\mathit {1}}}-I_{2}~{\boldsymbol {\mathit {1}}}-{\frac {\partial I_{3}}{\partial {\boldsymbol {A}}}}~{\boldsymbol {\mathit {1}}}-{\boldsymbol {A}}^{\textsf {T}}\cdot {\frac {\partial I_{2}}{\partial {\boldsymbol {A}}}}&=0\\I_{3}~{\boldsymbol {\mathit {1}}}-{\frac {\partial I_{4}}{\partial {\boldsymbol {A}}}}~{\boldsymbol {\mathit {1}}}-{\boldsymbol {A}}^{\textsf {T}}\cdot {\frac {\partial I_{3}}{\partial {\boldsymbol {A}}}}&=0~.\end{aligned}}} Esto implica que {\displaystyle {\begin{aligned}{\frac {\partial I_{1}}{\partial {\boldsymbol {A}}}}&={\boldsymbol {\mathit {1}}}\\{\frac {\partial I_{2}}{\partial {\boldsymbol {A}}}}&=I_{1}~{\boldsymbol {\mathit {1}}}-{\boldsymbol {A}}^{\textsf {T}}\\{\frac {\partial I_{3}}{\partial {\boldsymbol {A}}}}&=I_{2}~{\boldsymbol {\mathit {1}}}-{\boldsymbol {A}}^{\textsf {T}}~\left(I_{1}~{\boldsymbol {\mathit {1}}}-{\boldsymbol {A}}^{\textsf {T}}\right)=\left({\boldsymbol {A}}^{2}-I_{1}~{\boldsymbol {A}}+I_{2}~{\boldsymbol {\mathit {1}}}\right)^{\textsf {T}}\end{aligned}}} |

## Derivada del tensor de identidad de segundo orden
Sea {\displaystyle {\boldsymbol {\mathit {1}}}} el tensor de identidad de segundo orden. Entonces la derivada de este tensor con respecto a un tensor de segundo orden {\displaystyle {\boldsymbol {A}}} viene dada por
{\displaystyle {\frac {\partial {\boldsymbol {\mathit {1}}}}{\partial {\boldsymbol {A}}}}:{\boldsymbol {T}}={\boldsymbol {\mathsf {0}}}:{\boldsymbol {T}}={\boldsymbol {\mathit {0}}}}
Esto se debe a que {\displaystyle {\boldsymbol {\mathit {1}}}} es independiente de {\displaystyle {\boldsymbol {A}}}.

## Derivada de un tensor de segundo orden con respecto a sí mismo
Sea {\displaystyle {\boldsymbol {A}}} un tensor de segundo orden. Entonces
{\displaystyle {\frac {\partial {\boldsymbol {A}}}{\partial {\boldsymbol {A}}}}:{\boldsymbol {T}}=\left[{\frac {\partial }{\partial \alpha }}({\boldsymbol {A}}+\alpha ~{\boldsymbol {T}})\right]_{\alpha =0}={\boldsymbol {T}}={\boldsymbol {\mathsf {I}}}:{\boldsymbol {T}}}
Por lo tanto,
{\displaystyle {\frac {\partial {\boldsymbol {A}}}{\partial {\boldsymbol {A}}}}={\boldsymbol {\mathsf {I}}}}
Aquí {\displaystyle {\boldsymbol {\mathsf {I}}}} es el tensor de identidad de cuarto orden. En notación indexada con respecto a una base ortonormal
{\displaystyle {\boldsymbol {\mathsf {I}}}=\delta _{ik}~\delta _{jl}~\mathbf {e} _{i}\otimes \mathbf {e} _{j}\otimes \mathbf {e} _{k}\otimes \mathbf {e} _{l}}
Este resultado implica que
{\displaystyle {\frac {\partial {\boldsymbol {A}}^{\textsf {T}}}{\partial {\boldsymbol {A}}}}:{\boldsymbol {T}}={\boldsymbol {\mathsf {I}}}^{\textsf {T}}:{\boldsymbol {T}}={\boldsymbol {T}}^{\textsf {T}}}
donde
{\displaystyle {\boldsymbol {\mathsf {I}}}^{\textsf {T}}=\delta _{jk}~\delta _{il}~\mathbf {e} _{i}\otimes \mathbf {e} _{j}\otimes \mathbf {e} _{k}\otimes \mathbf {e} _{l}}
Por lo tanto, si el tensor {\displaystyle {\boldsymbol {A}}} es simétrico, entonces la derivada también es simétrica y se obtiene
{\displaystyle {\frac {\partial {\boldsymbol {A}}}{\partial {\boldsymbol {A}}}}={\boldsymbol {\mathsf {I}}}^{(s)}={\frac {1}{2}}~\left({\boldsymbol {\mathsf {I}}}+{\boldsymbol {\mathsf {I}}}^{\textsf {T}}\right)}
donde el tensor de identidad simétrico de cuarto orden es
{\displaystyle {\boldsymbol {\mathsf {I}}}^{(s)}={\frac {1}{2}}~(\delta _{ik}~\delta _{jl}+\delta _{il}~\delta _{jk})~\mathbf {e} _{i}\otimes \mathbf {e} _{j}\otimes \mathbf {e} _{k}\otimes \mathbf {e} _{l}}

## Derivada del inverso de un tensor de segundo orden
Sean {\displaystyle {\boldsymbol {A}}} y {\displaystyle {\boldsymbol {T}}} dos tensores de segundo orden, entonces
{\displaystyle {\frac {\partial }{\partial {\boldsymbol {A}}}}\left({\boldsymbol {A}}^{-1}\right):{\boldsymbol {T}}=-{\boldsymbol {A}}^{-1}\cdot {\boldsymbol {T}}\cdot {\boldsymbol {A}}^{-1}}
En notación indexada con respecto a una base ortonormal
{\displaystyle {\frac {\partial A_{ij}^{-1}}{\partial A_{kl}}}~T_{kl}=-A_{ik}^{-1}~T_{kl}~A_{lj}^{-1}\implies {\frac {\partial A_{ij}^{-1}}{\partial A_{kl}}}=-A_{ik}^{-1}~A_{lj}^{-1}}
También se tiene que
{\displaystyle {\frac {\partial }{\partial {\boldsymbol {A}}}}\left({\boldsymbol {A}}^{-{\textsf {T}}}\right):{\boldsymbol {T}}=-{\boldsymbol {A}}^{-{\textsf {T}}}\cdot {\boldsymbol {T}}^{\textsf {T}}\cdot {\boldsymbol {A}}^{-{\textsf {T}}}}
En notación indexada
{\displaystyle {\frac {\partial A_{ji}^{-1}}{\partial A_{kl}}}~T_{kl}=-A_{jk}^{-1}~T_{lk}~A_{li}^{-1}\implies {\frac {\partial A_{ji}^{-1}}{\partial A_{kl}}}=-A_{li}^{-1}~A_{jk}^{-1}}
Si el tensor {\displaystyle {\boldsymbol {A}}} es simétrico entonces
{\displaystyle {\frac {\partial A_{ij}^{-1}}{\partial A_{kl}}}=-{\cfrac {1}{2}}\left(A_{ik}^{-1}~A_{jl}^{-1}+A_{il}^{-1}~A_{jk}^{-1}\right)}
| Demostración |
| Recordando que {\displaystyle {\frac {\partial {\boldsymbol {\mathit {1}}}}{\partial {\boldsymbol {A}}}}:{\boldsymbol {T}}={\boldsymbol {\mathit {0}}}} Dado que {\displaystyle {\boldsymbol {A}}^{-1}\cdot {\boldsymbol {A}}={\boldsymbol {\mathit {1}}}}, se puede escribir {\displaystyle {\frac {\partial }{\partial {\boldsymbol {A}}}}\left({\boldsymbol {A}}^{-1}\cdot {\boldsymbol {A}}\right):{\boldsymbol {T}}={\boldsymbol {\mathit {0}}}} Usando la regla del producto para tensores de segundo orden {\displaystyle {\frac {\partial }{\partial {\boldsymbol {S}}}}[{\boldsymbol {F}}_{1}({\boldsymbol {S}})\cdot {\boldsymbol {F}}_{2}({\boldsymbol {S}})]:{\boldsymbol {T}}=\left({\frac {\partial {\boldsymbol {F}}_{1}}{\partial {\boldsymbol {S}}}}:{\boldsymbol {T}}\right)\cdot {\boldsymbol {F}}_{2}+{\boldsymbol {F}}_{1}\cdot \left({\frac {\partial {\boldsymbol {F}}_{2}}{\partial {\boldsymbol {S}}}}:{\boldsymbol {T}}\right)} se obtiene {\displaystyle {\frac {\partial }{\partial {\boldsymbol {A}}}}({\boldsymbol {A}}^{-1}\cdot {\boldsymbol {A}}):{\boldsymbol {T}}=\left({\frac {\partial {\boldsymbol {A}}^{-1}}{\partial {\boldsymbol {A}}}}:{\boldsymbol {T}}\right)\cdot {\boldsymbol {A}}+{\boldsymbol {A}}^{-1}\cdot \left({\frac {\partial {\boldsymbol {A}}}{\partial {\boldsymbol {A}}}}:{\boldsymbol {T}}\right)={\boldsymbol {\mathit {0}}}} o, {\displaystyle \left({\frac {\partial {\boldsymbol {A}}^{-1}}{\partial {\boldsymbol {A}}}}:{\boldsymbol {T}}\right)\cdot {\boldsymbol {A}}=-{\boldsymbol {A}}^{-1}\cdot {\boldsymbol {T}}} Por lo tanto, {\displaystyle {\frac {\partial }{\partial {\boldsymbol {A}}}}\left({\boldsymbol {A}}^{-1}\right):{\boldsymbol {T}}=-{\boldsymbol {A}}^{-1}\cdot {\boldsymbol {T}}\cdot {\boldsymbol {A}}^{-1}} |

## Integración por partes

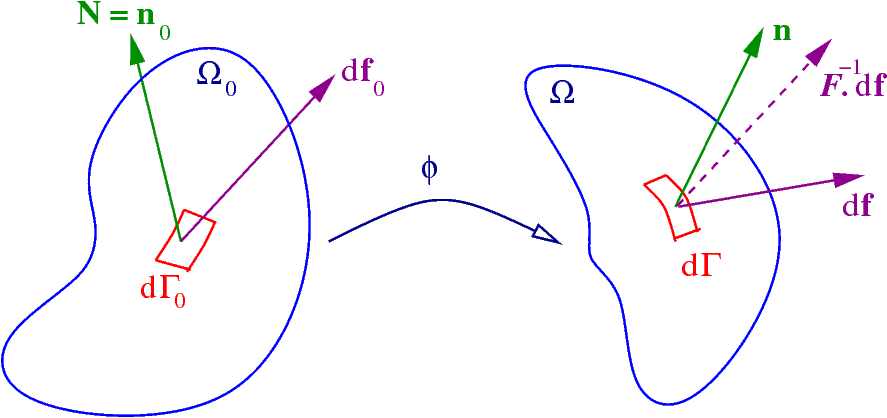
Dominio, su frontera y el vector normal unitario exterior

Otra operación importante relacionada con las derivadas tensoriales en la mecánica continua es la integración por partes. La fórmula de integración por partes se puede escribir como
{\displaystyle \int _{\Omega }{\boldsymbol {F}}\otimes {\boldsymbol {\nabla }}{\boldsymbol {G}}\,d\Omega =\int _{\Gamma }\mathbf {n} \otimes ({\boldsymbol {F}}\otimes {\boldsymbol {G}})\,d\Gamma -\int _{\Omega }{\boldsymbol {G}}\otimes {\boldsymbol {\nabla }}{\boldsymbol {F}}\,d\Omega }
donde {\displaystyle {\boldsymbol {F}}} y {\displaystyle {\boldsymbol {G}}} son campos tensoriales diferenciables de orden arbitrario, {\displaystyle \mathbf {n} } es la unidad normal hacia afuera con respecto al dominio sobre el cual se definen los campos tensoriales, {\displaystyle \otimes } representa un operador del producto tensorial generalizado y {\displaystyle {\boldsymbol {\nabla }}} es un operador de gradiente generalizado. Cuando {\displaystyle {\boldsymbol {F}}} es igual al tensor de identidad, se obtiene el teorema de la divergencia
{\displaystyle \int _{\Omega }{\boldsymbol {\nabla }}{\boldsymbol {G}}\,d\Omega =\int _{\Gamma }\mathbf {n} \otimes {\boldsymbol {G}}\,d\Gamma \,.}
Se puede expresar la fórmula de integración por partes en coordenadas cartesianas con notación indexada como
{\displaystyle \int _{\Omega }F_{ijk....}\,G_{lmn...,p}\,d\Omega =\int _{\Gamma }n_{p}\,F_{ijk...}\,G_{lmn...}\,d\Gamma -\int _{\Omega }G_{lmn...}\,F_{ijk...,p}\,d\Omega \,.}
Para el caso especial donde la operación del producto tensorial es una contracción de un índice y la operación del gradiente es una divergencia, y tanto {\displaystyle {\boldsymbol {F}}} como {\displaystyle {\boldsymbol {G}}} son tensores de segundo orden, se tiene que
{\displaystyle \int _{\Omega }{\boldsymbol {F}}\cdot ({\boldsymbol {\nabla }}\cdot {\boldsymbol {G}})\,d\Omega =\int _{\Gamma }\mathbf {n} \cdot \left({\boldsymbol {G}}\cdot {\boldsymbol {F}}^{\textsf {T}}\right)\,d\Gamma -\int _{\Omega }({\boldsymbol {\nabla }}{\boldsymbol {F}}):{\boldsymbol {G}}^{\textsf {T}}\,d\Omega \,.}
En notación indexada,
{\displaystyle \int _{\Omega }F_{ij}\,G_{pj,p}\,d\Omega =\int _{\Gamma }n_{p}\,F_{ij}\,G_{pj}\,d\Gamma -\int _{\Omega }G_{pj}\,F_{ij,p}\,d\Omega \,.}